# Maison du patrimoine de Villard-de-Lans
Pour les articles homonymes, voir Maison du patrimoine (homonymie).
La maison du patrimoine de Villard-de-Lans, parfois abrégée en « la Maison du patrimoine », est un musée local situé à Villard-de-Lans, en France, installé dans l'ancien hôtel de ville de la commune.
Ce musée, qui héberge plusieurs salles d'exposition permanentes, retrace l'histoire des activités quotidiennes pour les différentes communautés humaines ayant vécu sur le plateau du Vercors, de la fin du XIXe siècle au début du XXe siècle. Le bâtiment, propriété de la commune de Villard-de-Lans, est géré par l'office de tourisme local. Cette Maison du patrimoine possède la particularité de présenter également des expositions temporaires, toujours en rapport avec le pays des « quatre-montagnes », micro-région qui correspond aujourd'hui aux territoires des six communes qui composent la communauté de communes du Massif du Vercors.
La Maison du patrimoine héberge l'une des plus importantes collections de jougs de bœuf de France avec 133 pièces, mais ces jougs, en raison de l'importance de cette collection, ne peuvent pas être exposés au public dans leur totalité. Les visiteurs peuvent cependant découvrir les plus notables dans une des salles de ce musée local.

## Localisation

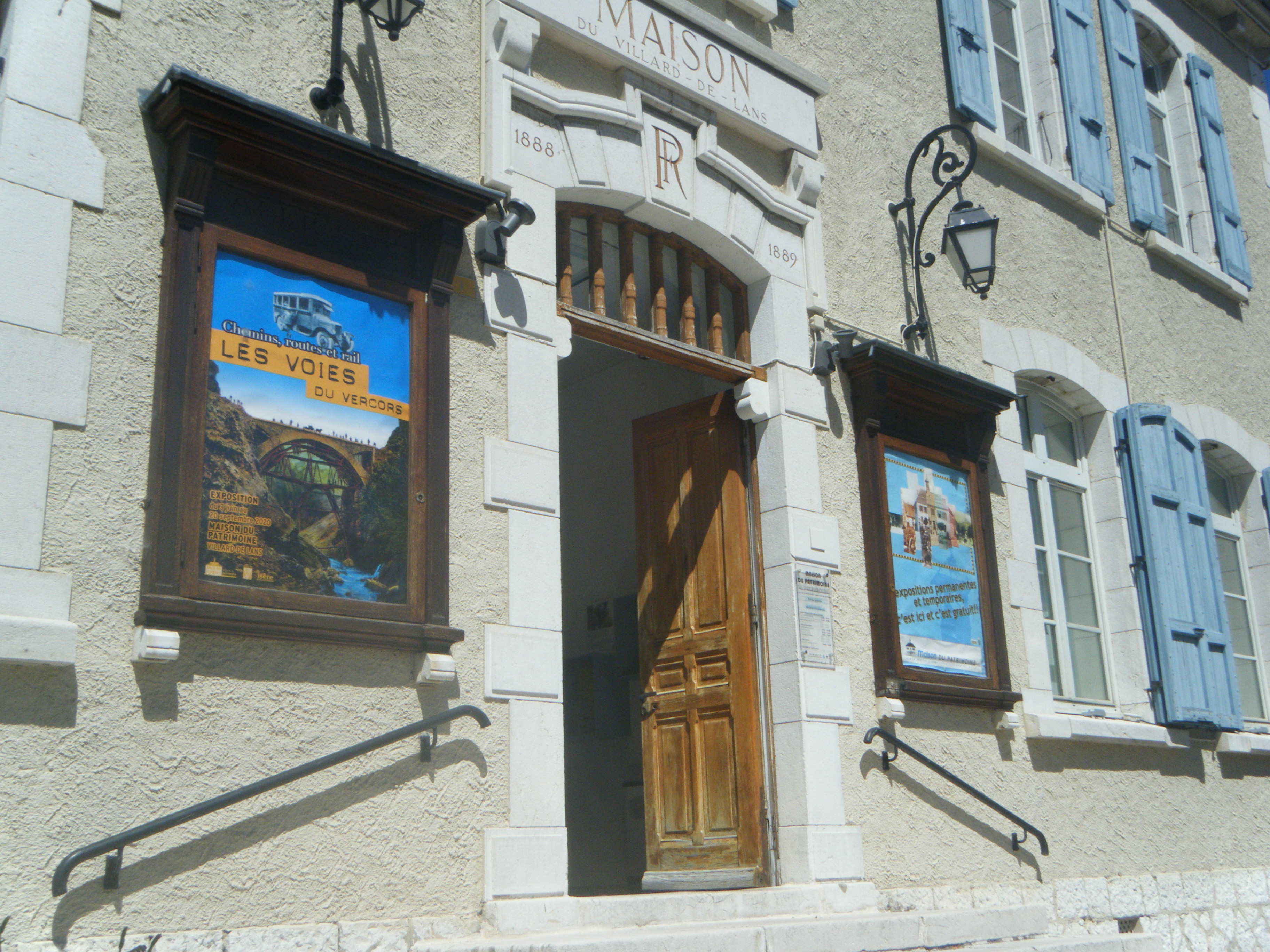
Entrée principale de la Maison du Patrimoine en juillet 2020

La Maison du patrimoine est installée au cœur de du bourg central du village de Villard-de-Lans, sur la place de la Libération. Le bâtiment se situe également à proximité de la rue piétonne et commerçante, de l'hôtel de ville, de la poste et face à la statue de L'ours.
Le bâtiment de ce musée est situé en face de l'ancien hôtel du parc et du château, site historique de la Seconde Guerre mondiale dénommée à cette époque Lycée polonais Cyprian Norwid, rénové en 2019 afin d'héberger l'office de tourisme de la commune.
Depuis la gare routière à proximité, ce musée est desservi par quatre lignes régulières de cars qui fonctionnent tous les jours, samedis, dimanches et jours fériés, compris. Il s'agit des lignes 5100, 5110, 5120 et 5130 du réseau interurbain de l'Isère.

## Historique
Le bâtiment a été construit en 1888 et a servi de mairie (dénommée « maison communale » comme l'inscription présente au-dessus de la porte d'entrée l'indique) durant pendant presque un siècle. 
En 1986, l'ensemble des services municipaux ont déménagé dans les locaux de l'ancienne école municipale plus vaste et située derrière l'ancienne mairie. Les écoles villardiennes et leurs classes ont été transférées, chemin de la Croix-Margot sur le site des « Laiches ».
Le musée a été fondé et aménagé grâce à la volonté de Jacques Lamoure, simple citoyen de Villard-de-Lans, passionné par l'histoire de sa commune et du pays des Quatre-Montagnes. Le bâtiment, intérieur comme extérieur, a entièrement été réaménagé en 1988, puis ouvert au public l'année suivante.
Le beffroi de la maison du patrimoine a bénéficié d'une rénovation dans le courant de l'année 2017.
D'importants travaux de rénovation et de restructuration ont débuté en juin 2018 dans cet ancien hôtel te bâtiment historique. À la suite de la démolition de l'aile ouest du « château », seul le bâtiment principal restera en place pour une ouverture d'un pôle tourisme, principalement dévolu à l'accueil des visiteurs, en juin 2019. Ce service et la maison du patrimoine, tous deux dévolus à l'accueil et l'information des touristes, et gérés par la mairie, seront, dès lors, situés l'un en face de l'autre.

## Description
Le musée se présente en deux parties distinctes sur trois niveaux : le rez-de-chaussée abrite deux salles d'exposition, située de chaque côté de l'entrée et du guichet d'accueil, les décors et les installations étant régulièrement renouvelées et les deux niveaux supérieurs hébergent les salles témoignant du passé et de la vie quotidienne des artisans, paysans du plateau durant les deux siècles précédents avec de nombreux documents, photos et vidéos.

### Rez de chaussée: les expositions temporaires
Ce niveau abrite l'entrée principale du musée avec deux salles d'exposition, situées de chaque côté du bureau chargé de l'accueil du public.
Entre décembre 2015 et septembre 2016 , une exposition dénommée « Attention, ça glisse ! » présente, avec l'appui de nombreux documents (photos, affiches, films vidéos) et objets divers (dont une télécabine), l'épopée du ski à Villard-de-Lans depuis le début du XXe siècle.
Liste des expositions temporaires
- En 2014 : exposition sur le thème Vint le temps des vingt ans qui présente l'histoire du bâtiment, du musée et de son fondateur, Jacques Lamoure[9]

- En 2015 : exposition, Au Paradis des enfants, le Climatisme en Vercors .

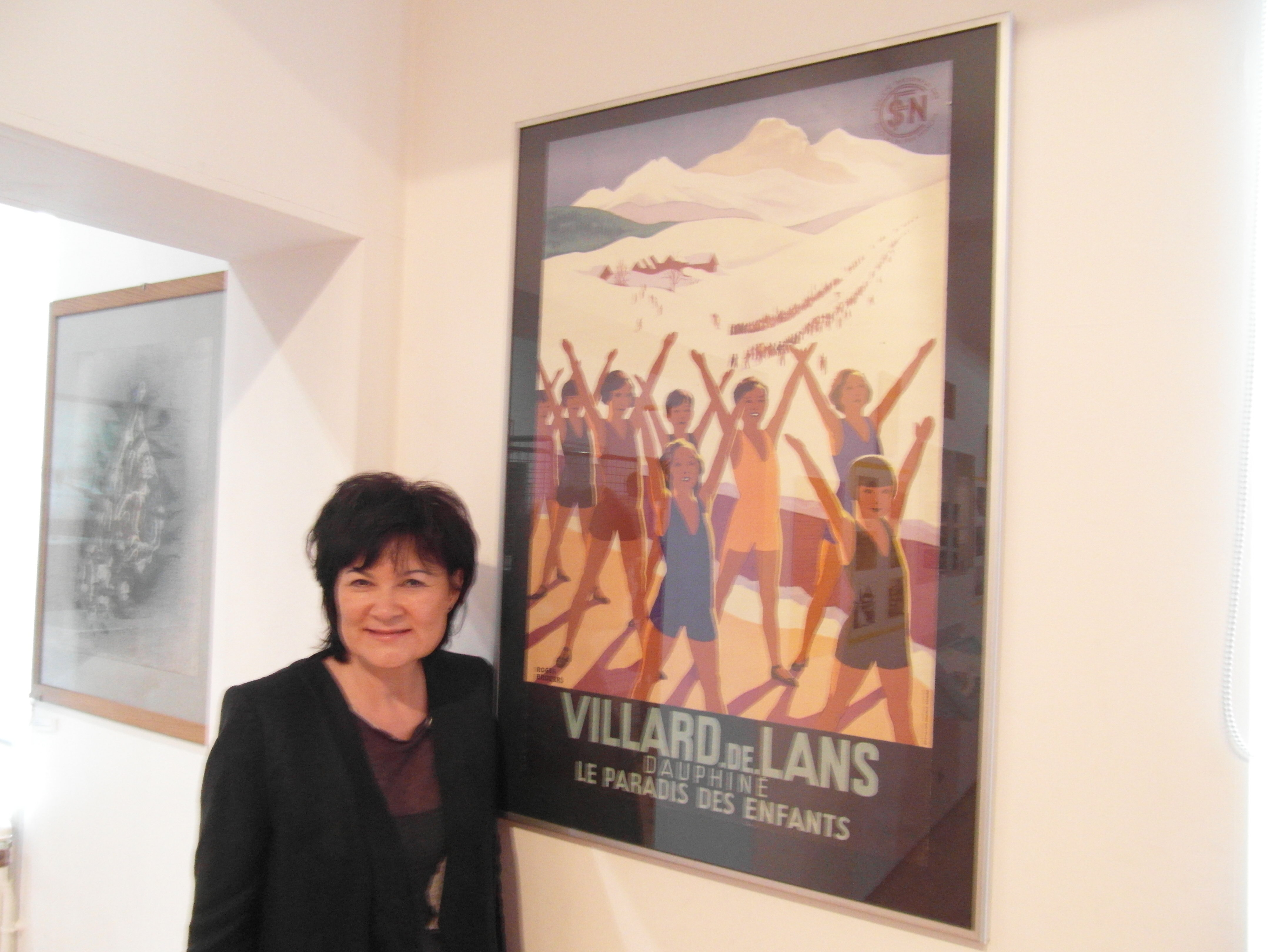
Chantal Carlioz, maire de Villard-de-Lans (2008 - 2020), devant l'affiche évoquant le climatisme local de Villard-de-Lans, exposée dans le musée.

Une exposition liée à l'histoire du climatisme à Villard-de-Lans. La réputation du climat, liée à l'altitude et son éloignement des grandes agglomérations permet à la commune d'ouvrir son premier sanatorium en 1922, sous l'égide de l'institut d'hygiène de la ville de Paris en collaboration avec la mairie de Villard-de-lans qui en deviendra l'unique propriétaire en 1926 pour en modifier la mission. En effet, dès cette année, les communes du canton émettent le souhait de privilégier la prise en charge des enfants dits « fragiles » mais sains, à celles des enfants malades en n'autorisant localement que la création de structures d'accueil baptisées prosaïquement sous le nom d'aériums.
- Du 23 avril 2016 au 29 avril 2017 et du 3 juillet au 23 septembre 2017 : exposition, Des forêts des hommes

il s'agit d'une présentation de la forêt, un patrimoine universel dont celle du Vercors mais également la forêt française, ainsi que les différents visages de la forêt en Europe et le patrimoine forestier mondial.
- - Du 30 octobre au 2 décembre 2017, dans le cadre du Festival d’humour et de création de Villard-de-Lans, deux artistes plasticiens, Christine Fayon et Louis Molle, présentent leurs créations[13].

- Du 10 février au 21 avril 2018, dans le cadre du 50e anniversaire de Jeux olympiques d'hiver de Grenoble. Exposition J.O. 1968 J'aime. Cette exposition comprend de nombreuses maquettes, des documents et objets divers exposés au public, cette exhibition retrace l'aventure des Jeux Olympiques de Grenoble. L'organisation des Jeux olympiques renforce considérablement l'image de ville dynamique que possède Grenoble. Elle est même qualifiée de « première ville française du XXIe siècle » par l'hebdomadaire Paris Match dans un numéro spécial consacré aux Jeux, en février 1968.

- Du 5 mai au 24 juin 2018, une exposition de photos est organisée dans le cadre du concours « Focales en Vercors ».

- Du 22 décembre 2018 au 20 avril 2019 (reprise durant l'été), une exposition sur l'abeille, le pollen et l'apiculteur

cette exposition présente également un documentaire vidéo de 25 minutes sur l'apiculture.
- Du 21 décembre 2019 au 9 mai 2020 (puis repoussée jusqu'en octobre 2020, à cause de la pandémie de Covid-19), une exposition dénommée : « Chemins, routes et rail, les voies du Vercors » relatant l'évolution des moyens de communications dans le secteur des Quatre-Montagnes[15].

- Du 3 janvier au 5 mars 2023, une exposition consacrée à l'ours, dénommée « Bienvenue à Saint-Ours », conçue par l’artiste The Street Yéti qui présente une vingtaine d’œuvres consacrées à la figure de l’ours[16].

- Du 18 mai au 13 décembre 2023 : « Abbé Ravaud, botaniste en Vercors au XIXe siècle ». Son but est de faire présenter les travaux de l’abbé Louis-Célestin Mure-Ravaud (1822-1898)[17], curé de Villard-de-lans, amoureux des paysages du Vercors et botaniste reconnu dans l’Europe entière[18].

- Du 5 juillet au 5 octobre 2024 : « Vercors 1944-2024 » avec des aquarelles du peintre Gilbert Boutin, retraçant les épisodes marquants du maquis du Vercors ainsi que des textes et des photos liées à l'histoire du Chemin de croix de Valchevrière, érigé par le chanoine Jacques Douillet.

### Premier étage: l'histoire du pays des Quatre-Montagnes

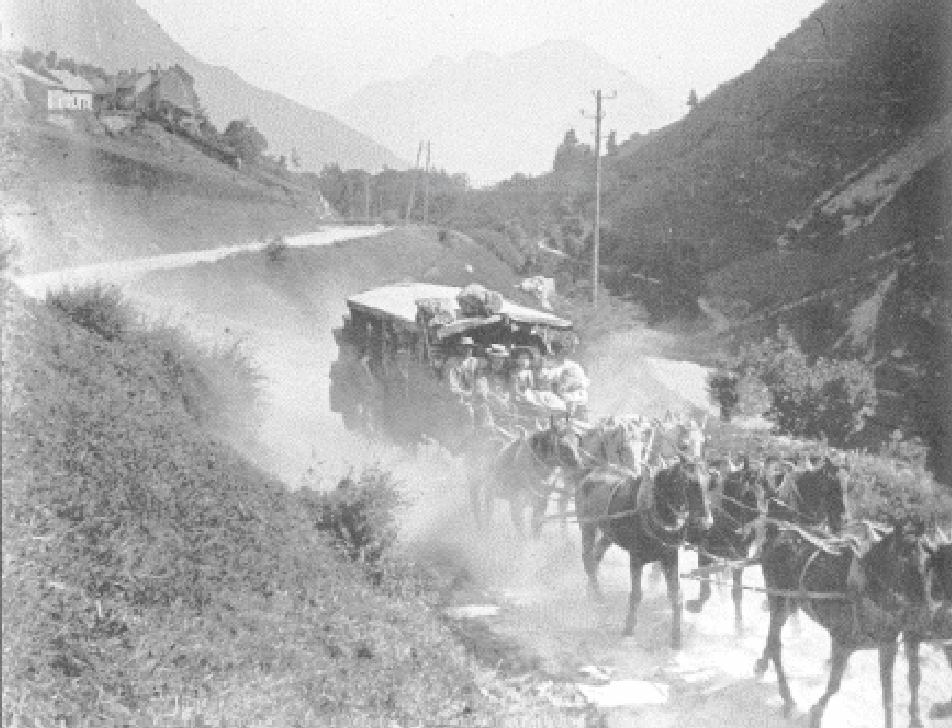
Une patache sur la route d'Engins.

Ce niveau est divisé en cinq salles distinctes dont :
1. Une salle consacrée à la forêt avec de nombreuses photos sur la forêt du Vercors, un tableau (la cabane de charbonnier), des outils de bûcheron (scies, pics et cognées de bûcheron) et plan cadastral de la forêt villardienne de la Loubière ;
2. Une salle consacrée à la préhistoire et à l'histoire du massif du Vercors avec de nombreux exemplaires de fossiles datant du Dévonien dont une collection d'ammonites, un crâne d'ours des cavernes et les portraits de Charles-François, marquis de Sassenage et de Marie-Françoise Camille de Sassenage ;

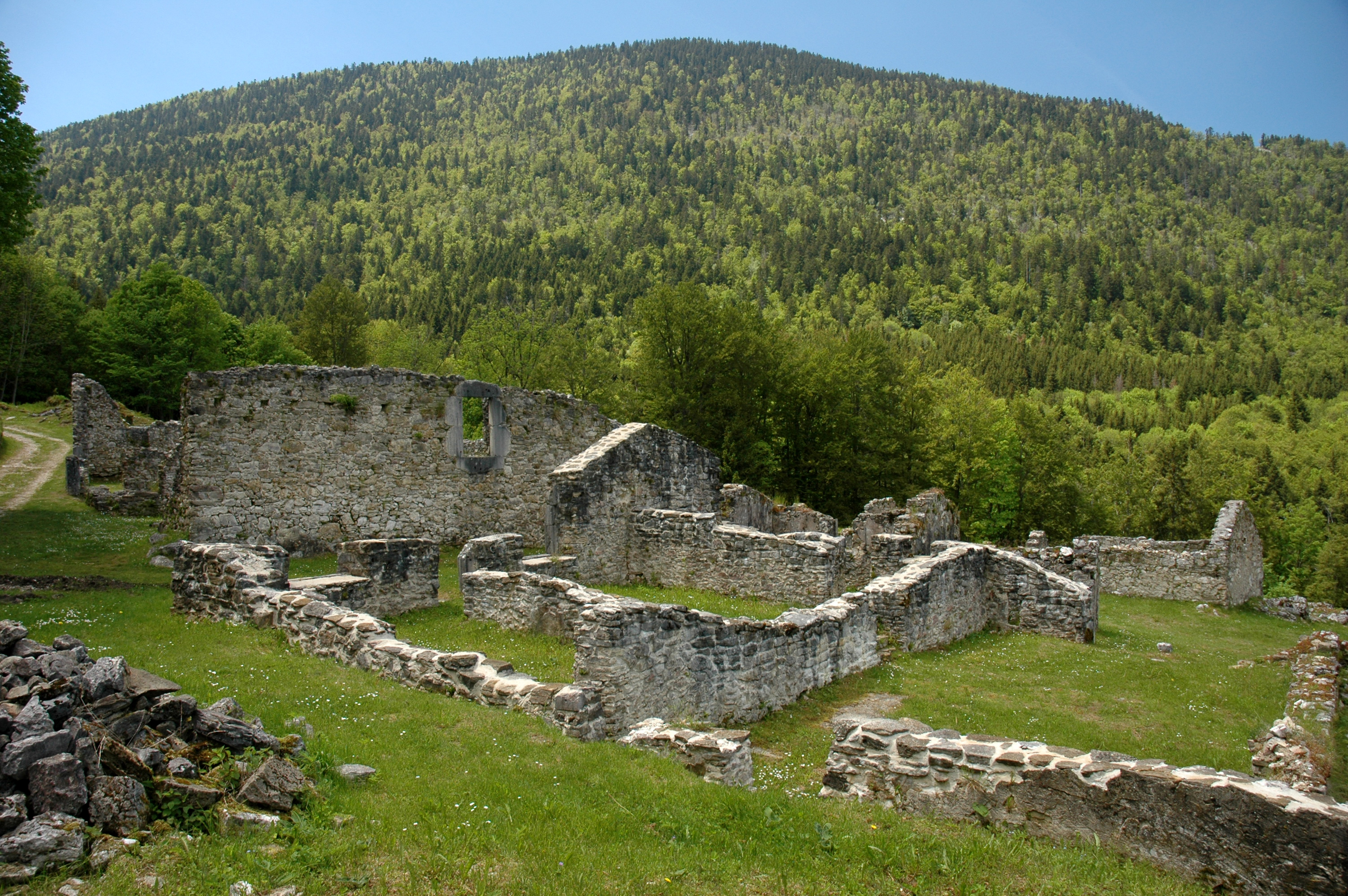
ruines du village de Valchevrière

3. Une salle consacrée aux moyens de transport locaux avec des photos prises lors de la construction des principales routes du massif du Vercors entre la fin du XIXe siècle et le début du XXe siècle avec un traîneau à cheval, une maquette de patache, un vélocipède et diverses photos, affiches et documents consacrés à l'histoire du climatisme tel qu'il fut organisé sur le plateau et notamment à Villard-de-Lans au XXe siècle ruines du village de Valchevrière ; on peut également découvrir une maquette de grande taille représentant le village de Valchévrière avant sa destruction des 22 et 23 juillet 1944 par l'armée allemande ;
4. Une salle consacrée au parc régional du Vercors (comprenant deux cartes), une petite statue d'ours (en rapport avec les autres statues d'ours disséminées dans le bourg de Villard-de-Lans et le hameau des Geymonds) et une partie de la collection de jougs de la Maison du patrimoine ; une photo de Jacques Lamoure, fondateur du musée s'affiche sur le mur de cette salle, plus petite (ancien couloir) et située au centre de l'étage ; c'est à lui que l'on doit l'introduction dans son musée d'une sculpture d'ours en calcaire urgonien du Vercors créée par un sculpteur local, en taille directe, Serge Lombard ; à la demande du conseil municipal, c'est également ce sculpteur qui réalisa, en 2012 et 2013, les quatre sculptures monumentales d'ours installés sur le rond-point des Geymonds : une ourse et ses deux jeunes marchant vers l'est et un mâle accueillant fièrement les visiteurs ;
5. Une salle consacrée aux sports d'hiver et aux Jeux olympiques d'hiver de 1968 dont certaines épreuves se déroulèrent sur le territoire de l'ancien canton de Villard-de-Lans avec, notamment, des photos, des affiches, des médailles (or, argent, bronze), des affiches, des foulards et des fanions ; on peut également découvrir dans cette salle deux bobsleighs datant des années 1920 et des années 1930, une collection de tous types de ski d'époques diverses.

### Second étage: la vie quotidienne au pays des Quatre-Montagnes

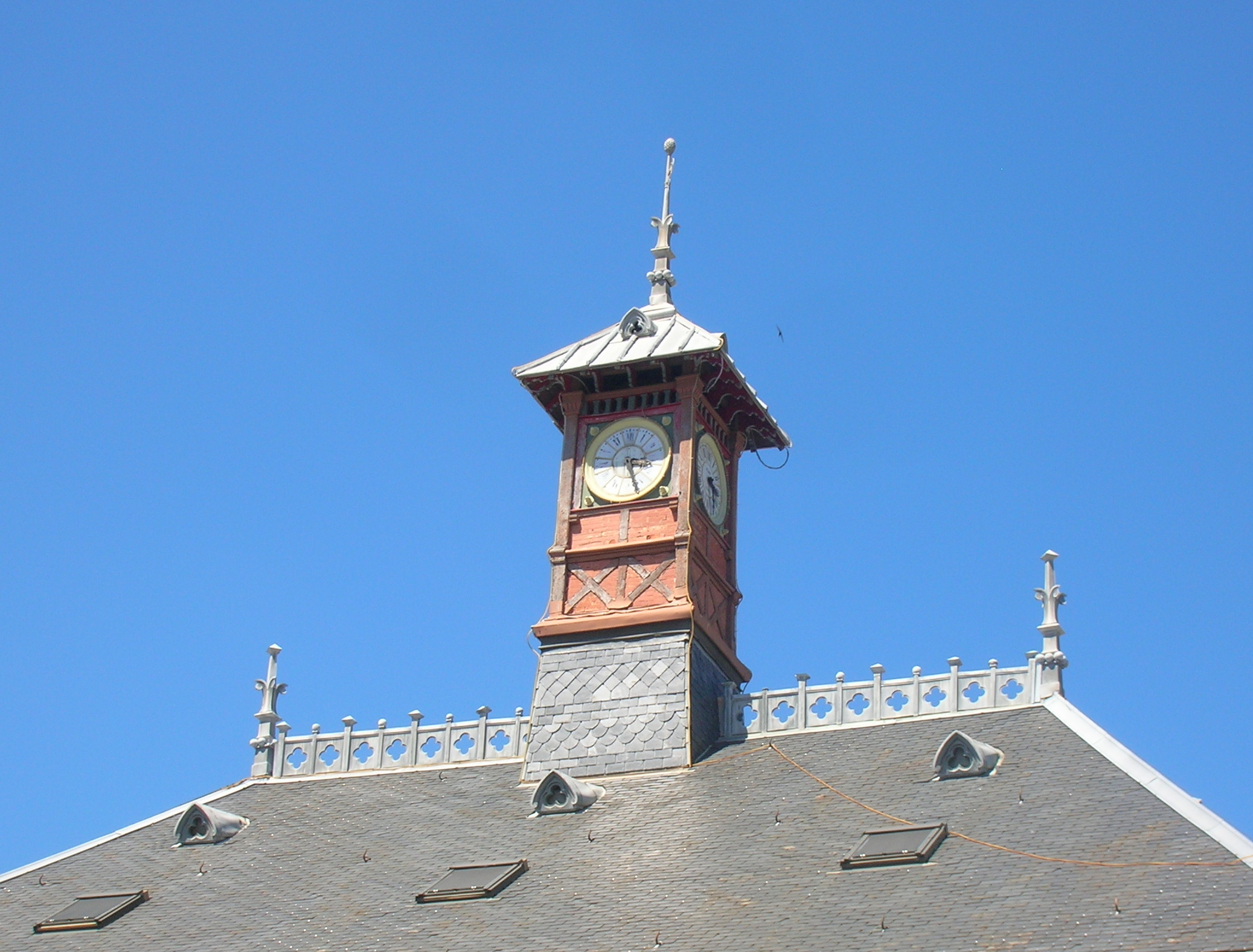
Beffroi de la maison du Patrimoine

Ce niveau, situé sous le toit du bâtiment, se présente sous la forme d'une salle unique consacrée aux différents métiers et activités des paysans et des artisans demeurant sur le plateau entre la fin du XIXe siècle et le début du XXe siècle.
Cette salle présente une importante collections d'outils : des outils artisanaux tels qu'un établi et dives instruments, des cuillères de sabotier, scies à main, une presse à bois, un trusquin, une meule, une herminette, une varlope, des couteaux à tisser, des ciseaux à cuir ainsi qu'un globe de diffuseur de lumière en terre cuite et des outils agricoles avec la grande collection de jougs de bœufs mais aussi une charrue manuelle, des paniers à grain et à pommes de terre, une baratte, un coupe foin, des faux et enclumettes, des fléaux, un banc à traire, un traîneau à fumier, un râtelier à chèvre.
L'horloge du bâtiment (qui abrita autrefois l'hôtel de ville) et son mécanisme en fonctionnement, protégé par des vitres est exposé au centre de cette salle, le cadran, rénové en 2017, étant situé dans le beffroi qui domine le musée, la place de la libération et le centre du bourg de Villard-de-Lans.

## Visites
Des visites guidées, destinées au jeune public et aux scolaires sont organisées par la Maison du patrimoine et présentent les sujets suivants : « visite découverte du musée », « les sports d'hiver », « à chacun son objet ». Des visites guidées, réservées aux adultes, sont également organisées et présentent, quant à elles, les sujets suivants : « visite découverte du musée », « les sports d'hiver », « découverte du village », « les monuments qui ont marqué l'histoire de Villard-de-Lans », « la Seconde Guerre mondiale » et la « bataille de Valchevrière.
Depuis son ouverture, l'accès est gratuit à tous les visiteurs, cependant, l'ensemble des collections et des salles de ce musée ne sont pas accessibles aux personnes à mobilité réduite.

## Pour en savoir plus

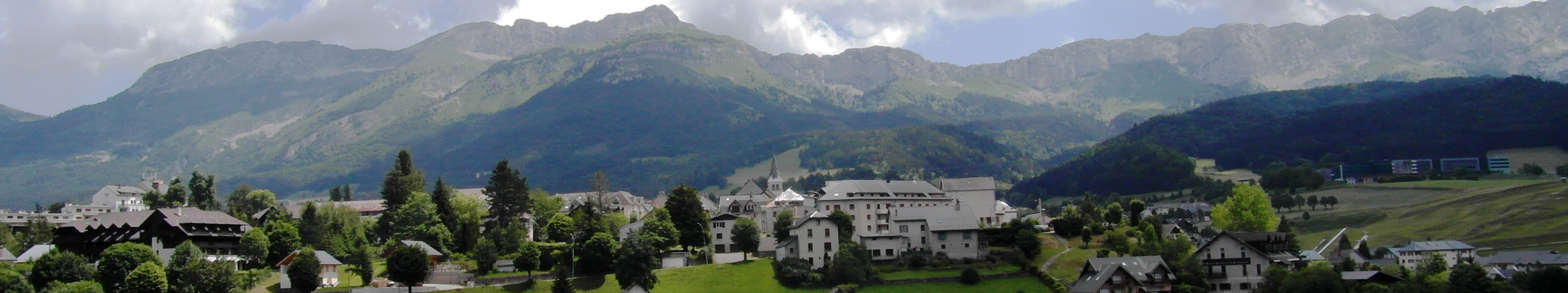
Panorama de Villard-de-Lans depuis la route de Bois-Barbu en juin 2018